# Zagrebačka banka
Die Zagrebačka banka d.d. (Zaba; ‚Zagreber Bank‘) ist ein Kreditinstitut aus Kroatien in der Rechtsform einer Aktiengesellschaft mit Sitz in Zagreb und seit März 2002 eine Tochtergesellschaft der italienischen Großbank Unicredit. Die Zagrebačka banka ist die größte Bank in Kroatien.

## Geschichte
Die Bank wurde 1914 unter dem Namen Gradska štedionica (‚Städtische Sparkasse‘) gegründet. Seit 1977 firmiert die Bank unter dem Namen Zagrebačka banka.
Die Bank wurde 1989 zu einer Aktiengesellschaft. Die Aktien werden seit 1995 an der Zagreber Börse gelistet. International wurden die Aktien ab 1996 an der Londoner Börse und ab April 2000 an der Deutschen Börse gehandelt.
Im März 2002 würde die Zagrebačka banka eine Tochtergesellschaft der italienischen Unicredit. Stand Juni 2023 hält die Unicredit S.p.A. unmittelbar 96,19 % der Aktien.

## Marktstellung
Die Zagrebačka banka ist nach Bilanzsumme die größte Bank in Kroatien, hatte demnach einen Marktanteil von 26,3 % im Jahr 2022 (gefolgt von der Privredna banka Zagreb mit 20,9 %). Sie verfügt über ein großes Filialnetz in Kroatien und Bosnien und Herzegowina sowie die größte Anzahl an Geldautomaten in Kroatien.